# Antonio Messeni Nemagna
Antonio Messeni Nemagna (Bari, 18 luglio 1924 – Bari, 26 febbraio 1975) è stato un medico e politico italiano.

## Biografia
Figlio di Emanuele Messeni Nemagna, appartiene alla famiglia proprietaria del Teatro Petruzzelli.
Fu parlamentare  nella sola sesta legislatura tra le file del Movimento Sociale Italiano-Destra Nazionale. Morì mentre era in carica nel 1975, sostituito da Ferdinando Marinelli. Fu autore alla camera di 11 interventi e 62 progetti di legge.

## Incarichi
VI Legislatura della Repubblica italiana
XIX commissione igiene e sanità pubblica. Membro dal 25 maggio 1972 al 26 febbraio 1975.